# 양과 염소의 비유
양과 염소의 비유 또는 "만국의 심판"은 마태복음 25장에 기록된 예수의 비유이다. 대부분의 비유와는 달리 다른 등장인물에게 일어나는 사건의 이야기와 연관시키려는 의도를 보이진 않는다. 성공회 신학자 찰스 엘리콧은 이 비유를 이렇게 묘사했다. “우리는 일반적으로 이 장의 마지막 부분을 양과 염소의 비유라고 말하지만, 그것이 비유의 영역을 넘어 신적 실재의 영역으로 넘어가는 것은 처음 부분부터 명백하다. 그리고 양과 염소는 종속적이고 괄호 안에 있는 예시일 뿐이다." 이 부분은 마태복음에서 감람산 설교로 알려진 부분을 마무리하며 예수의 수난과 부활에 대한 마태복음의 설명 바로 앞에 나온다.
이 이야기와 같은 장에 있는 열 처녀의 비유와 달란트의 비유 또한 “제자들에게 경각심과 선한 일의 필요성을 동시에 명심하게끔 하는 공통된 목적을 가지고 있으나 각각. . . 각자 고유의 범위를 갖고 있다."

## 본문
이 구절의 본문은 마태복음에 나오며 일련의 비유가 포함된 부분의 마지막 부분이다.
인자가 자기 영광으로 모든 천사와 함께 올 때에 자기 영광의 보좌에 앉으리니 모든 민족을 그 앞에 모으고 각각 구분하기를 목자가 양과 염소를 구분하는 것 같이 하여 양은 그 오른편에 염소는 왼편에 두리라.
그 때에 임금이 그 오른편에 있는 자들에게 이르시되, '내 아버지께 복 받을 자들이여 나아와 창세로부터 너희를 위하여 예비된 나라를 상속받으라. 내가 주릴 때에 너희가 먹을 것을 주었고 목마를 때에 마시게 하였고 나그네 되었을 때에 영접하였고 헐벗었을 때에 옷을 입혔고 병들었을 때에 돌보았고 옥에 갇혔을 때에 와서 보았느니라.'
이에 의인들이 대답하여 이르되, '주여, 우리가 어느 때에 주께서 주리신 것을 보고 음식을 대접하였으며 목마르신 것을 보고 마시게 하였나이까? 어느 때에 나그네 되신 것을 보고 영접하였으며 헐벗으신 것을 보고 옷 입혔나이까? 어느 때에 병드신 것이나 옥에 갇히신 것을 보고 가서 뵈었나이까?' 하리니 임금이 대답하여 이르시되,
'내가 진실로 너희에게 이르노니 너희가 여기 내 형제 중에 지극히 작은 자 하나에게 한 것이 곧 내게 한 것이니라,' 하시고 
또 왼편에 있는 자들에게 이르시되, '저주를 받은 자들아, 나를 떠나 마귀와 그 사자들을 위하여 예비된 영원한 불에 들어가라. 내가 주릴 때에 너희가 먹을 것을 주지 아니하였고 목마를 때에 마시게 하지 아니하였고 나그네 되었을 때에 영접하지 아니하였고 헐벗었을 때에 옷 입히지 아니하였고 병들었을 때와 옥에 갇혔을 때에 돌보지 아니하였느니라,' 하시니
그들도 대답하여 이르되, '주여, 우리가 어느 때에 주께서 주리신 것이나 목마르신 것이나 나그네 되신 것이나 헐벗으신 것이나 병드신 것이나 옥에 갇히신 것을 보고 공양하지 아니하더이까?'

이에 임금이 대답하여 이르시되, '내가 진실로 너희에게 이르노니 이 지극히 작은 자 하나에게 하지 아니한 것이 곧 내게 하지 아니한 것이니라,' 하시리니 그들은 영벌에, 의인들은 영생에 들어가리라," 하시니라.— 마태복음 25:31–46

## 같이 보기
- 재림